# Al-Kholood Club
El Al-Kholood Club es un club de fútbol árabe de la ciudad de Ar Rass, Provincia de Casim. Fue fundado en 1970 y actualmente juega en la Liga Profesional Saudí.
Comparten su estadio el Al-Hazem Club Stadium con el Al-Hazem.

## Historia
El nombre del club es similar a la palabra alemana Alcohol, pero que significa eternidad. El escudo original del club tiene una forma similar al escudo del club de fútbol inglés Arsenal o al de la selección de Irlanda. Es de color verde con un borde rojo y un fondo blanco. En la zona superior en rojo pone “Al-Kholood” y debajo en verde “Club”. En la parte inferior del cartel está “Al Rass”, la ciudad del club, en una pancarta roja, y “1970”, el año de fundación del club, en verde debajo. En el centro se puede ver un balón de fútbol que se asemeja al balón de la Liga de Campeones.
Desde junio de 2024, el club cuenta con un nuevo escudo. Es sencillo y redondo, con una corona en la parte superior. El color es burdeos o blanco e incluye un símbolo central que se asemeja a una esvástica.

## Jugadores

### Plantilla
- Actualizado al 08 de Septiembre de 2024